# Nokia Lumia 1020
El Nokia Lumia 1020 es un teléfono inteligente  desarrollado por Nokia, con sistema operativo Windows Phone 8 de Microsoft, presentado el 11 de julio de 2013 en un evento para tal ocasión en Nueva York. Contiene la tecnología fotográfica PureView, una técnica de submuestreo de píxeles que reduce una imagen tomada en alta resolución a una en baja resolución, todo esto sin perder la alta definición y sensibilidad a la luz, y permitiendo zoom sin pérdida. Mejora la versión anterior de PureView de Nokia al añadir un nuevo sensor de 41 megapíxeles BSI con estabilización óptica de imagen que permite sacar fotografías de 38 megapíxeles, y un grupo de lentes Carl Zeiss de alta resolución f/2.2 esféricos. Además posee una cámara frontal de 1.2 MP. 
El teléfono cuenta con un procesador de 1.5 GHz de doble núcleo, 2 GB de memoria RAM y pantalla HD+ de tecnología AMOLED.
En diciembre de 2014 se anunció que todos los dispositivos con Windows Phone 8 se actualizarían al nuevo SO de Microsoft Windows 10 Mobile, sin embargo, este dispositivo quedó fuera de los Lumia que renovarían su SO a la décima versión de Windows, quedando como su último sistema oficial Windows Phone 8.1.

## Aplicación Lumia Camera
El Nokia Lumia 1020 será lanzado con la nueva aplicación Pro Camera de Nokia, que permite un gran nivel de control sobre la cámara, mayor que los ajustes que permite Windows Phone 8. Con un grupo de anillos concéntricos que permiten cada cual ajustar valores como el nivel de exposición, balance de blancos, velocidad del obturador y tipo de ISO "al vuelo", pudiendo ver al instante en la pantalla del teléfono los cambios antes de tomar la foto. Nokia espera llevar los ajustes de cámaras profesionales, reservadas a los expertos, a todo tipo de público y animarlos a experimentar y aprender con los tutoriales que incluye.
Debido a la compra de Nokia por parte de Microsoft, en 2014 la aplicación se pasaría a llamar Lumia Camera y sería la aplicación predeterminada en todos los Lumia, incluidos los nuevos de Microsoft sin llevar el nombre de Nokia (Microsoft Lumia).

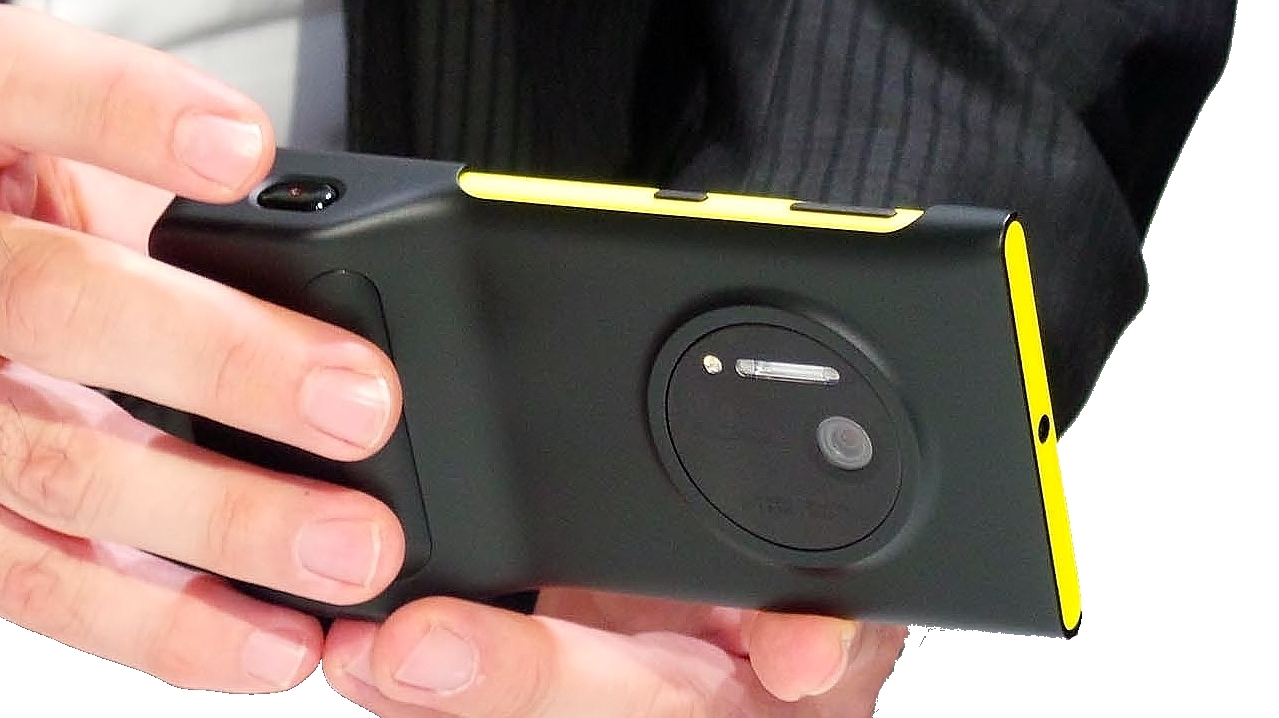
Nokia Lumia 1020 amarillo con su accesorio camera grip de color negro